# San Gregorio nelle Alpi
San Gregorio nelle Alpi település Olaszországban, Veneto régióban, Belluno megyében. Lakosainak száma 1563 fő (2023. január 1.). San Gregorio nelle Alpi Santa Giustina, Sospirolo és Cesiomaggiore községekkel határos.

## Népesség
A település lakossága az elmúlt években az alábbi módon változott:
| Lakosok száma | 1571 | 1603 | 1563 |
|               | 2017 | 2018 | 2023 |